# Aleochara laevigata
Aleochara laevigata är en skalbaggsart som beskrevs av Leonard Gyllenhaal 1810. Aleochara laevigata ingår i släktet Aleochara, och familjen kortvingar. Arten är reproducerande i Sverige.